# Michael Hausen
Michael Hausen (* 23. November 1966) ist ein ehemaliger deutscher Fußballspieler.

## Werdegang
Der Mittelfeldspieler Michael Hausen gehörte in der Saison 1986/87 zum Kader des Zweitligisten Arminia Bielefeld. Sein Debüt feierte er am 18. Oktober 1986 bei der 1:3-Niederlage gegen den 1. FC Saarbrücken. Dieses Spiel ging in die Geschichte ein, da die von Verletzungen gehandicapte Bielefelder Mannschaft nur mit zehn statt der üblichen elf Spieler antrat. Es war sein einziges Spiel für die Bielefelder, die er am Saisonende die Arminia mit unbekanntem Ziel verließ.
Später spielte Hausen noch für den VfR Wellensiek, mit deren Ü-40-Mannschaft er im Jahre 2012 Westfalenmeister wurde.